# Cala Figuera

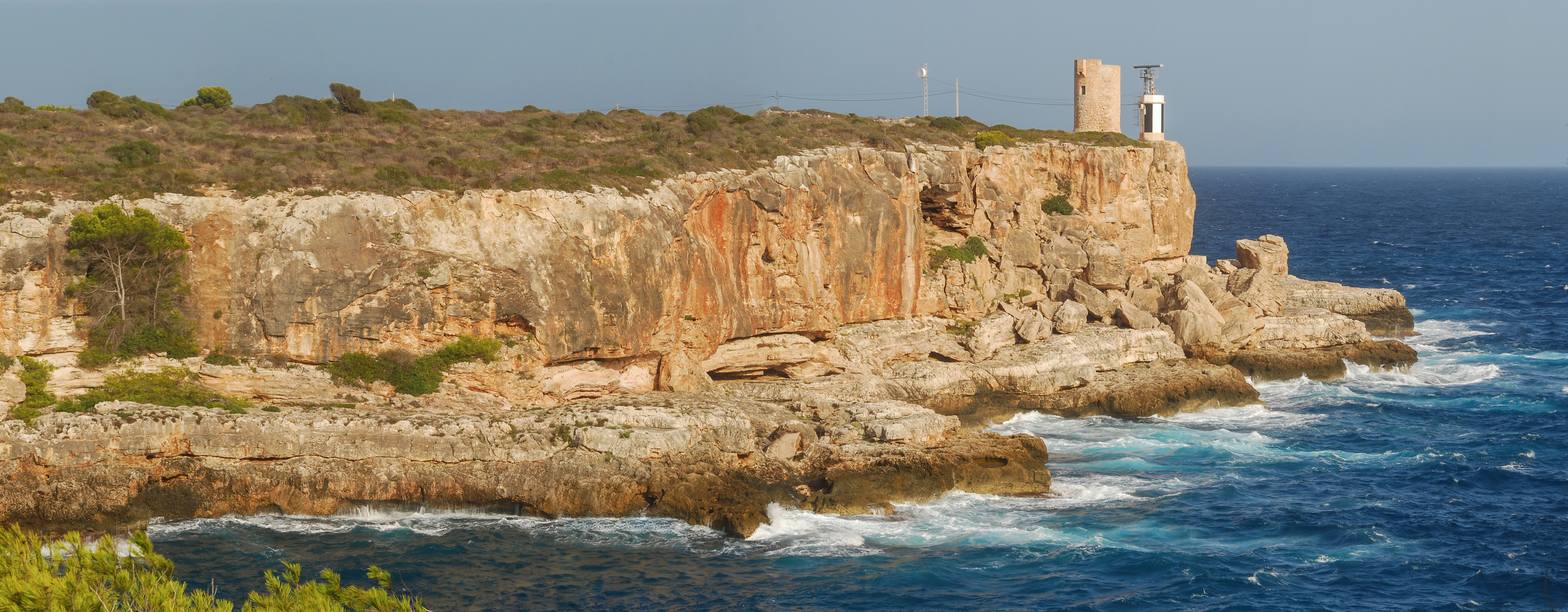
La Torre d'en Beu, junto al pequeño faro del mismo nombre.

Cala Figuera (también conocida como sa Cala) es una localidad y pedanía española perteneciente al municipio de Santañí, en la parte suroriental de Mallorca, comunidad autónoma de las Islas Baleares. En plena costa mediterránea, cerca de esta localidad se encuentran los núcleos de Cap d'es Moro, Son Móger, Cala Santañí y Santañí capital.
El pueblo cuenta con un puerto pesquero y deportivo dentro de la cala del mismo nombre, gestionado por la Autoridad Portuaria de las Islas Baleares. Las playas más próximas son las de cala Santañí y s'Amarador, esta última dentro del parque natural de Mondragón.

## Historia
Cala Figuera aparece documentada por primera vez en 1306. En este lugar era donde se embarcaba la famosa piedra de Santañí para su transporte. En la punta de Cala Figuera fue levantada en 1569 una torre vigía, restaurada y en buen estado, conocida como la Torre d'en Beu, junto a la cual se instaló en 1953 un faro del mismo nombre.
Hay constancia del uso de embarcaciones en la cala desde finales del siglo XIX, cuando todavía eran empujadas a vela. De hecho, la primera edificación que hubo en Cala Figuera fue una barraca para guardar barcas, que fue construida por el cura José Burgesa y el médico Bernardo Escalis. La primera vivienda data de 1899 y fue propiedad de los señores de Can Ferrereta.
En 1938, durante la Guerra Civil Española, se levantó la primera iglesia, actualmente convertida en restaurante. En 1950 se construyó una pequeña lonja y el muelle. Fue entonces cuando empezó un proceso de urbanización en la parte derecha del caló d'en Busques, con chalés integrados entre el espeso pinar que ocupaban los propios vecinos de Santañí.
La localidad fue creciendo paulatinamente hasta que se produjo el gran boom de principios de los años 1970, con el desarrollo de la Marina del Tomarinar en la parte alta de Cala Figuera. En esa época se edificaron numerosos chalés y varios hoteles, con escasa ocupación por las dificultades que ofrecía la cala para bañarse. En el caló d'en Boira también se construyeron varias viviendas, en lo que hoy se conoce como el barrio de Sa Covassa.
Aun así, la urbanización nunca fue desmesurada, a diferencia de otros núcleos costeros cercanos. Hace unas décadas se empezaron a edificar apartamentos en la zona donde se situaba el Hotel Cala Figuera, ahora derruido. Junto al hotel, en la punta de es Morràs, se encuentra la popular residencia de verano de la familia Nigorra, propietaria del Banco de Crédito Balear e históricamente arraigada en Santañí.

## Geografía
La cala de Cala Figuera es una de las más profundas y estrechas de la isla. Su bocana, entre las puntas de Cala Figuera al norte y es Morràs al sur, tiene 400 metros en la parte más ancha, reducidos a tan solo 150 de efectivos, por lo que la entrada es bastante complicada en situaciones de temporal de levante, muy frecuente en la zona.

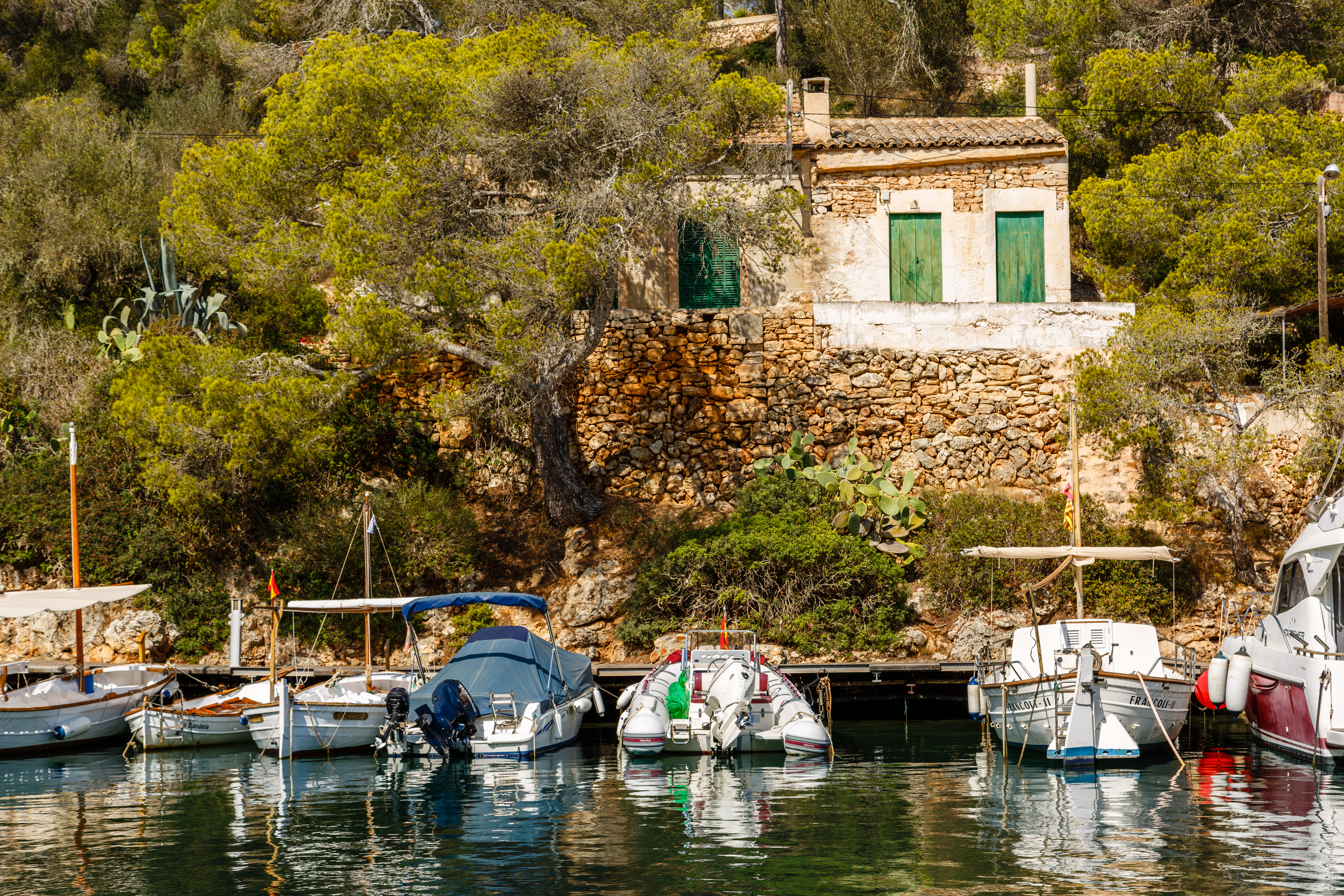
Típica imagen de Cala Figuera.

Después de unos 550 metros tierra a dentro en forma de ese alargada, la cala se bifurca en dos calitas: el caló d'en Boira a la derecha, de unos 200 metros, y menos resguardado que el otro, denominado caló d'en Busques, de unos 250 metros, y donde se sitúa el puerto. Al fondo de ambas calitas desembocan los torrentes homónimos.

## Demografía
Según el Instituto Nacional de Estadística de España, en el año 2019 Cala Figuera contaba con 659 habitantes censados, lo que representa el 5,39% de la población total del municipio.

### Evolución de la población
| Gráfica de evolución demográfica de Cala Figuera entre 2009 y 2019 |
|                                                                    |
| Datos según el nomenclátor publicado por el INE.                   |

## Comunicaciones

### Carreteras
La principal vía de comunicación que transcurre por esta localidad es:
| Identificador | Denominación              | Itinerario             |
| ------------- | ------------------------- | ---------------------- |
| Ma-6102       | De Santañí a Cala Figuera | Santañí - Cala Figuera |

Algunas distancias entre Cala Figuera y otras ciudades:
| Ciudades          | Distancia (km) |
| ----------------- | -------------- |
| Santañí           | 4              |
| Manacor           | 33             |
| Palma de Mallorca | 55             |

## Cultura

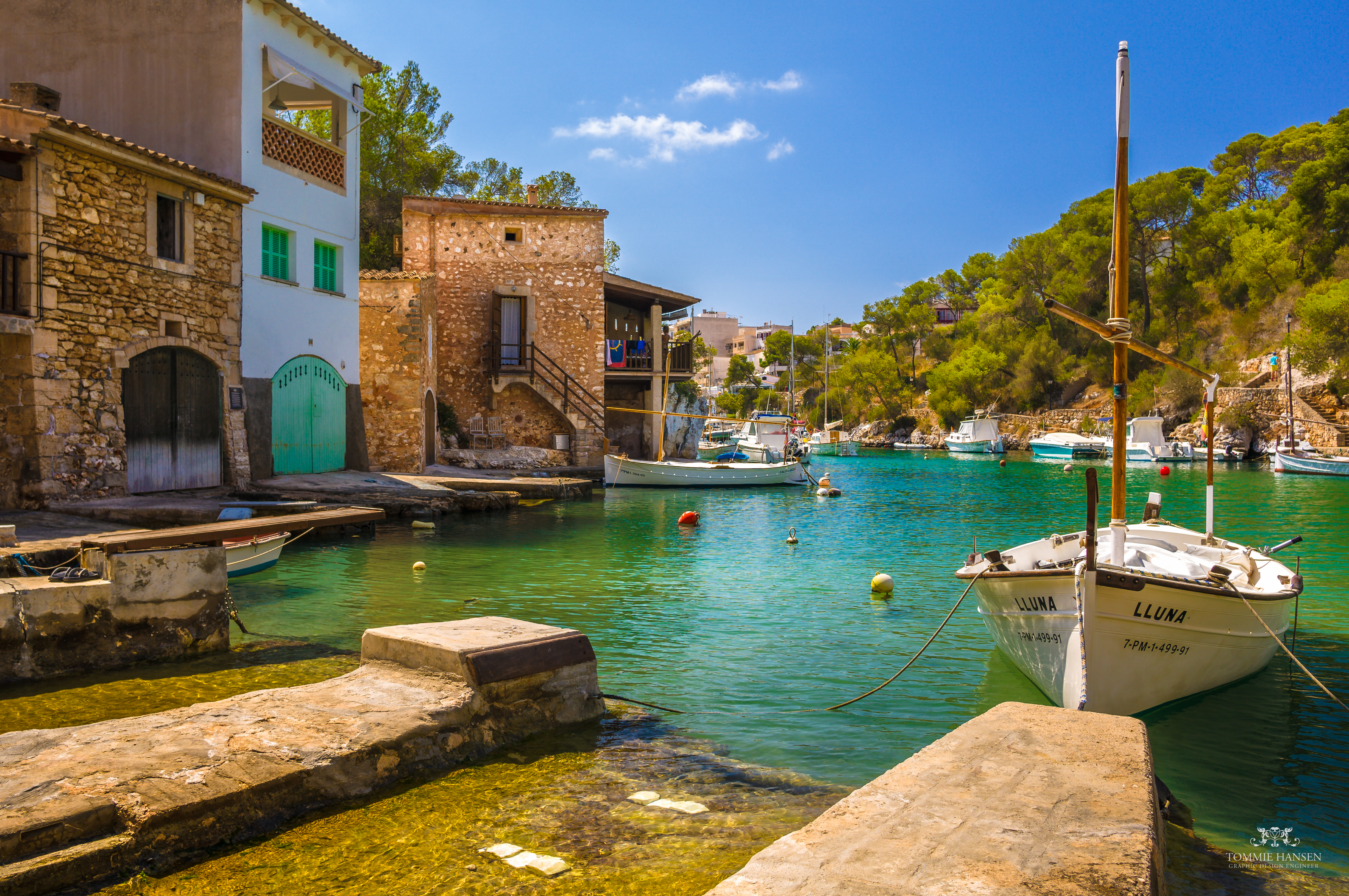
Vista de Cala Figuera.

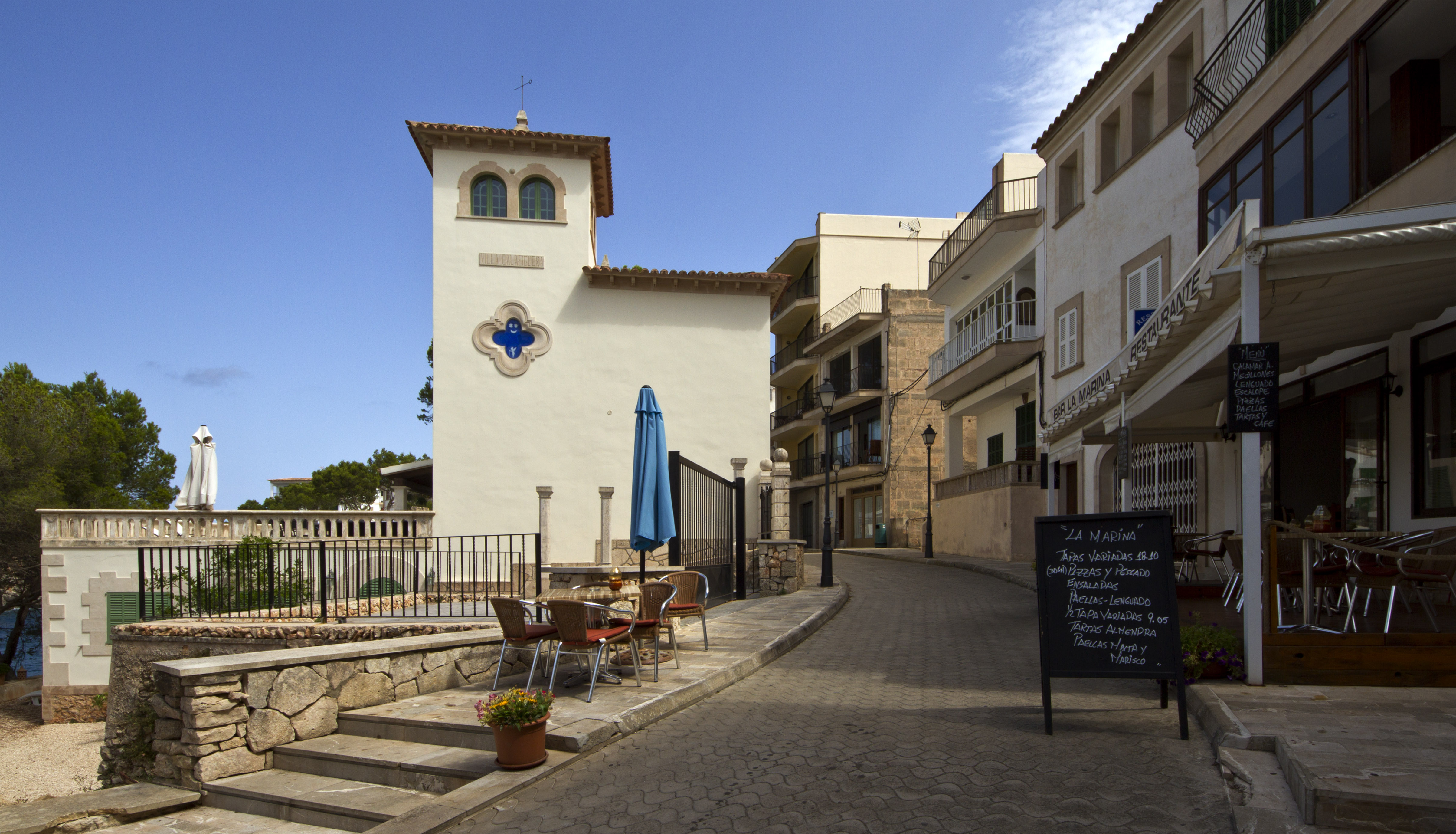
Calle Virgen del Carmen, en Cala Figuera.

Cabe mencionar que el núcleo constituido por el puerto y las antiguas casetas y varaderos de los pescadores, han sido motivo de inspiración para numerosos pintores que han plasmado la cala desde todos los ángulos posibles, entre los cuales destacan, sobre todo, Francisco Bernareggi y Sebastià Busquets "Bússer".
Cala Figuera también fue residencia habitual del poeta Blai Bonet. Le dedicó numerosos versos, impresionado por las variedades de colores de la cala. Incluso tiene poemas enteros dedicados a la Cala y al Caló d'en Boira, recogidos dentro de su libro El Color.

### Fiestas
Sus fiestas populares se celebran cada año sobre el 16 de julio en honor a la patrona de la localidad, la Virgen del Carmen. En el transcurso de las mismas tienen lugar varios actos culturales, lúdicos y religiosos, que culminan con una procesión marítima.

## Galería

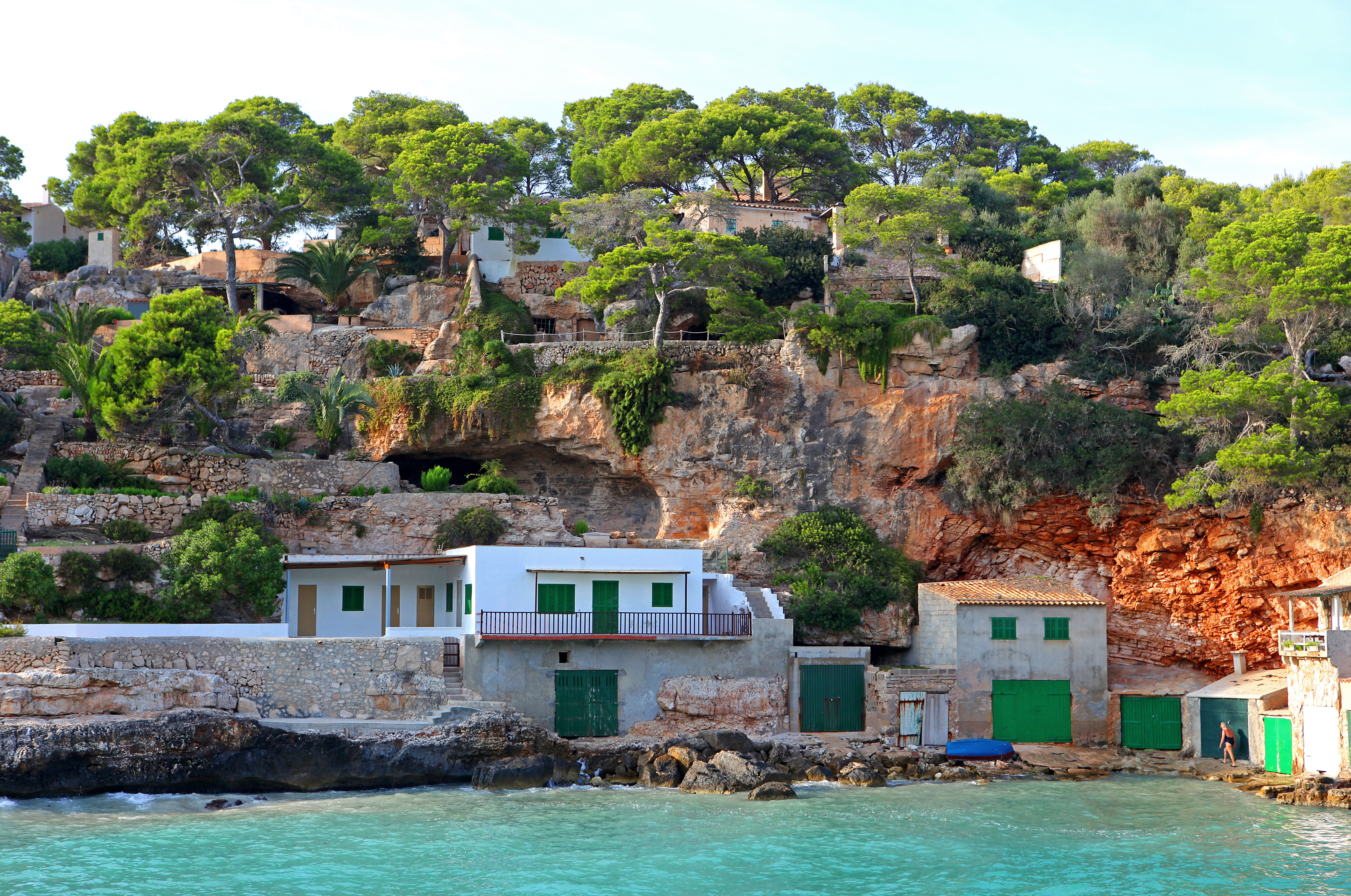
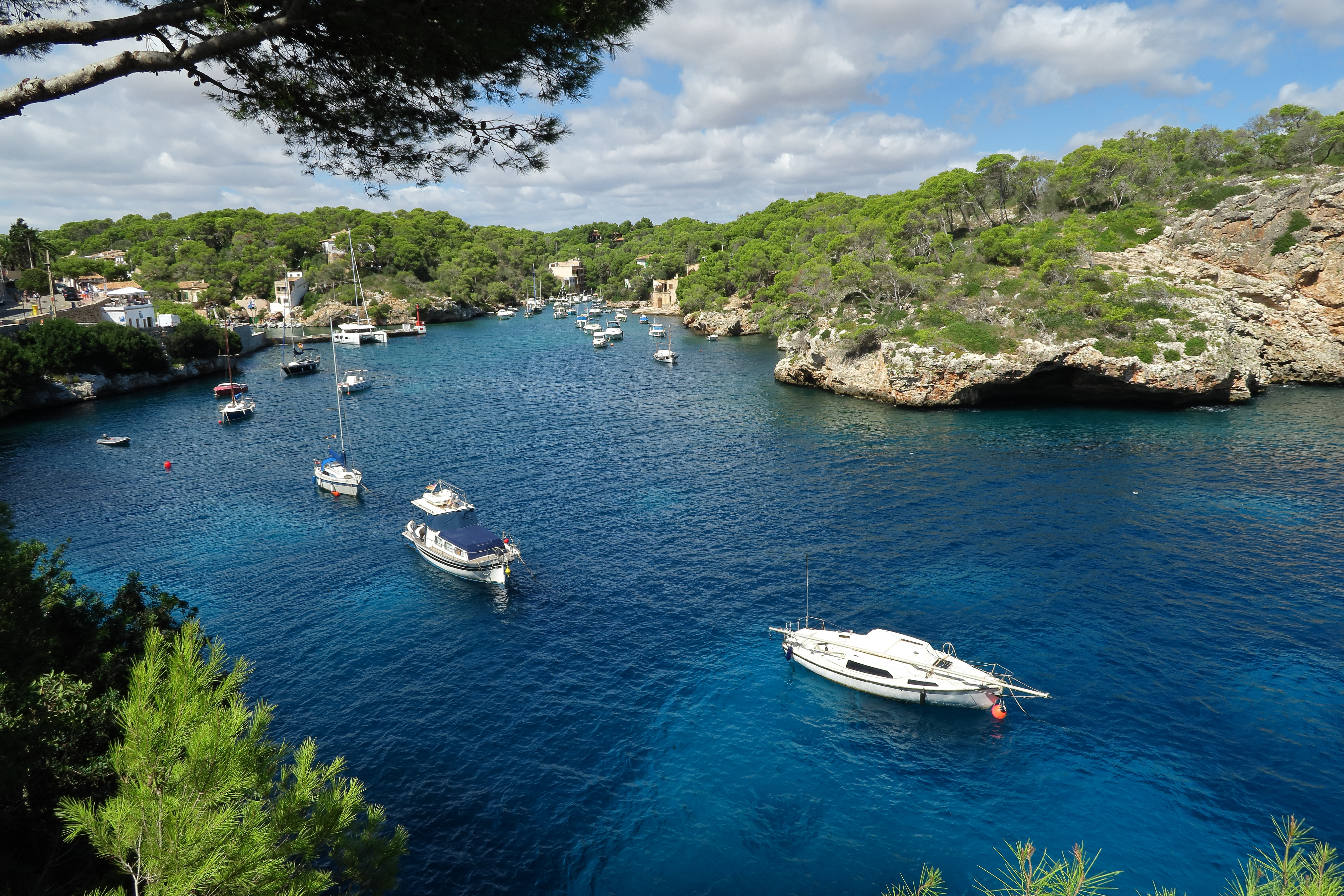
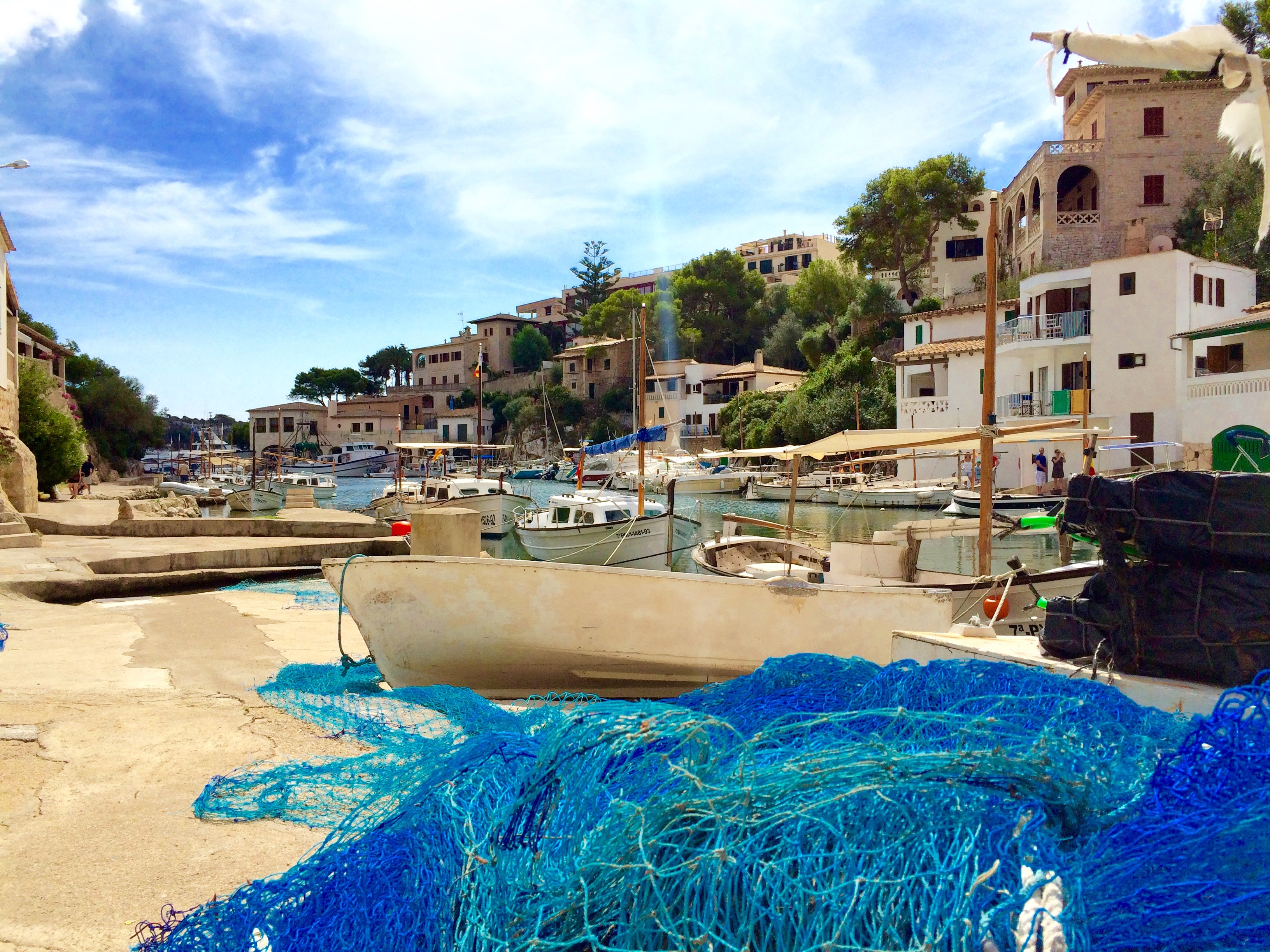
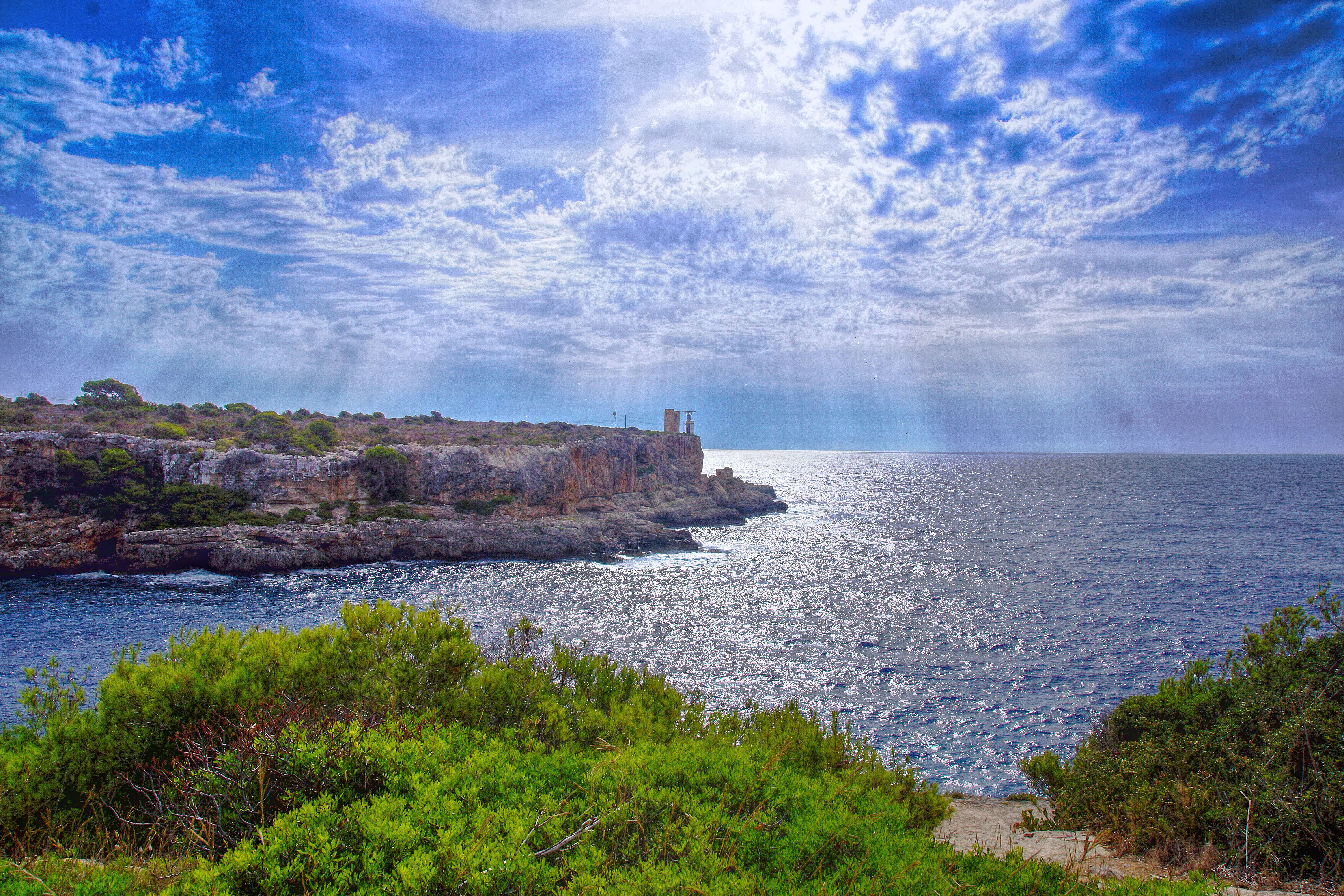
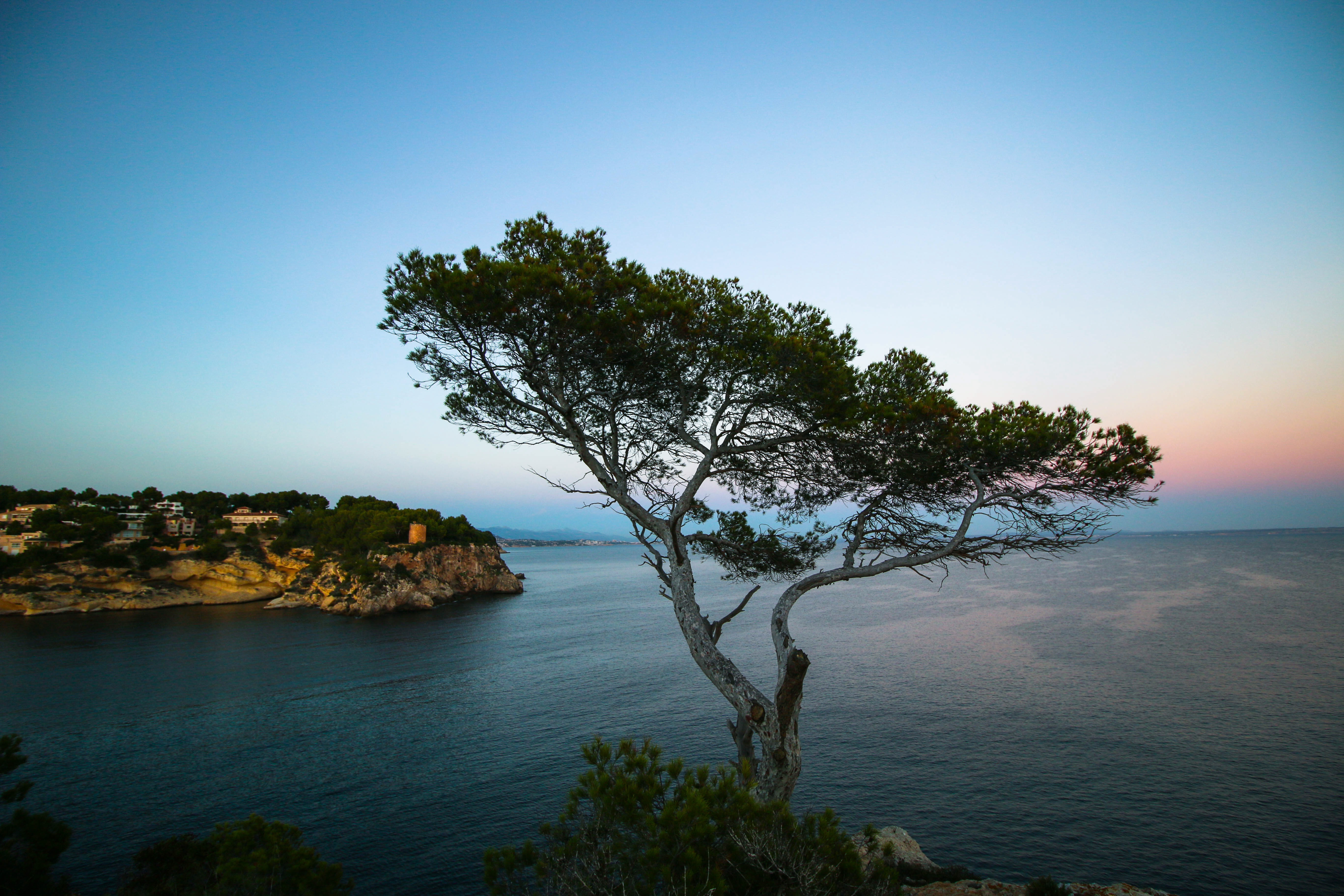
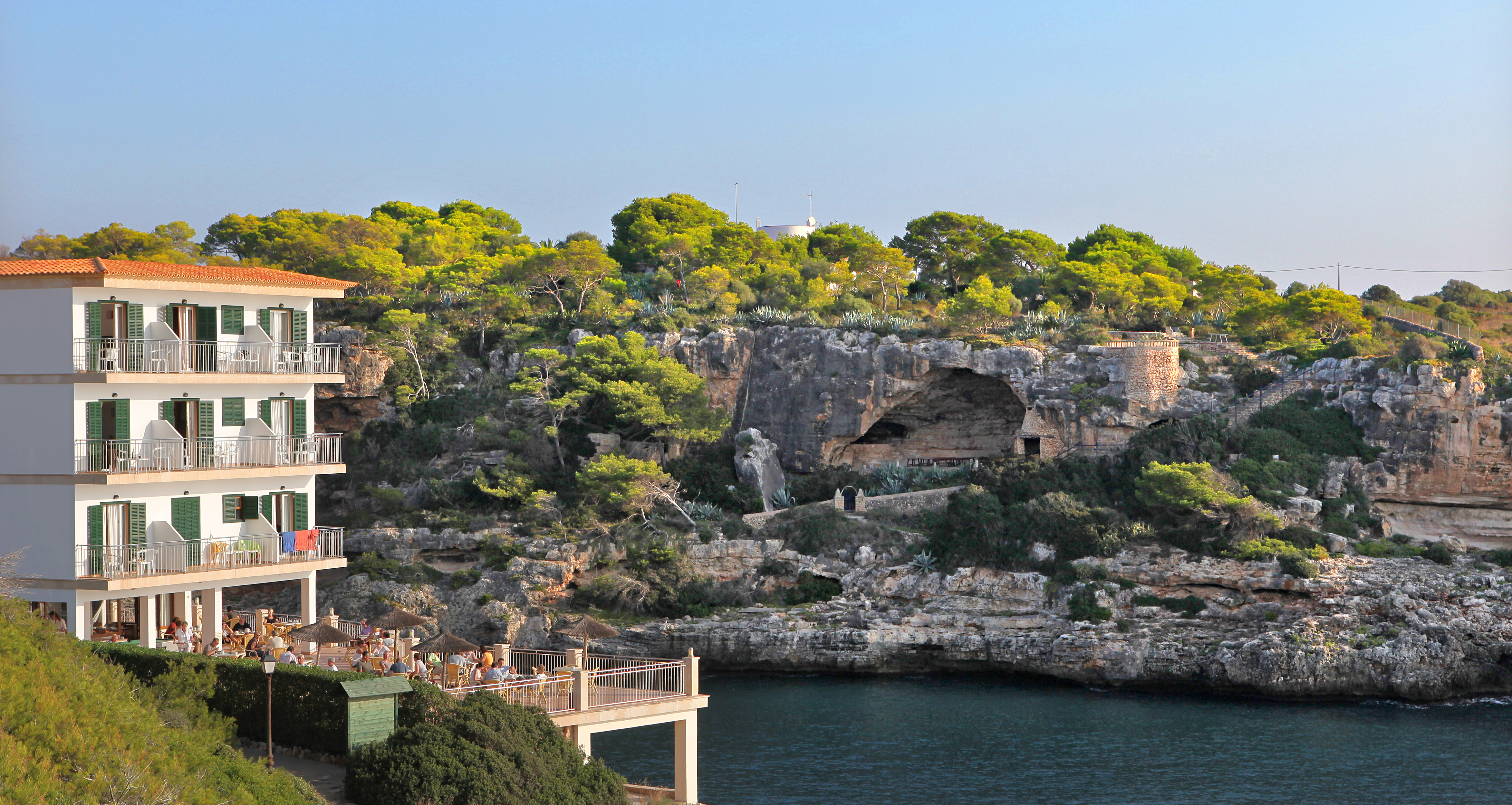
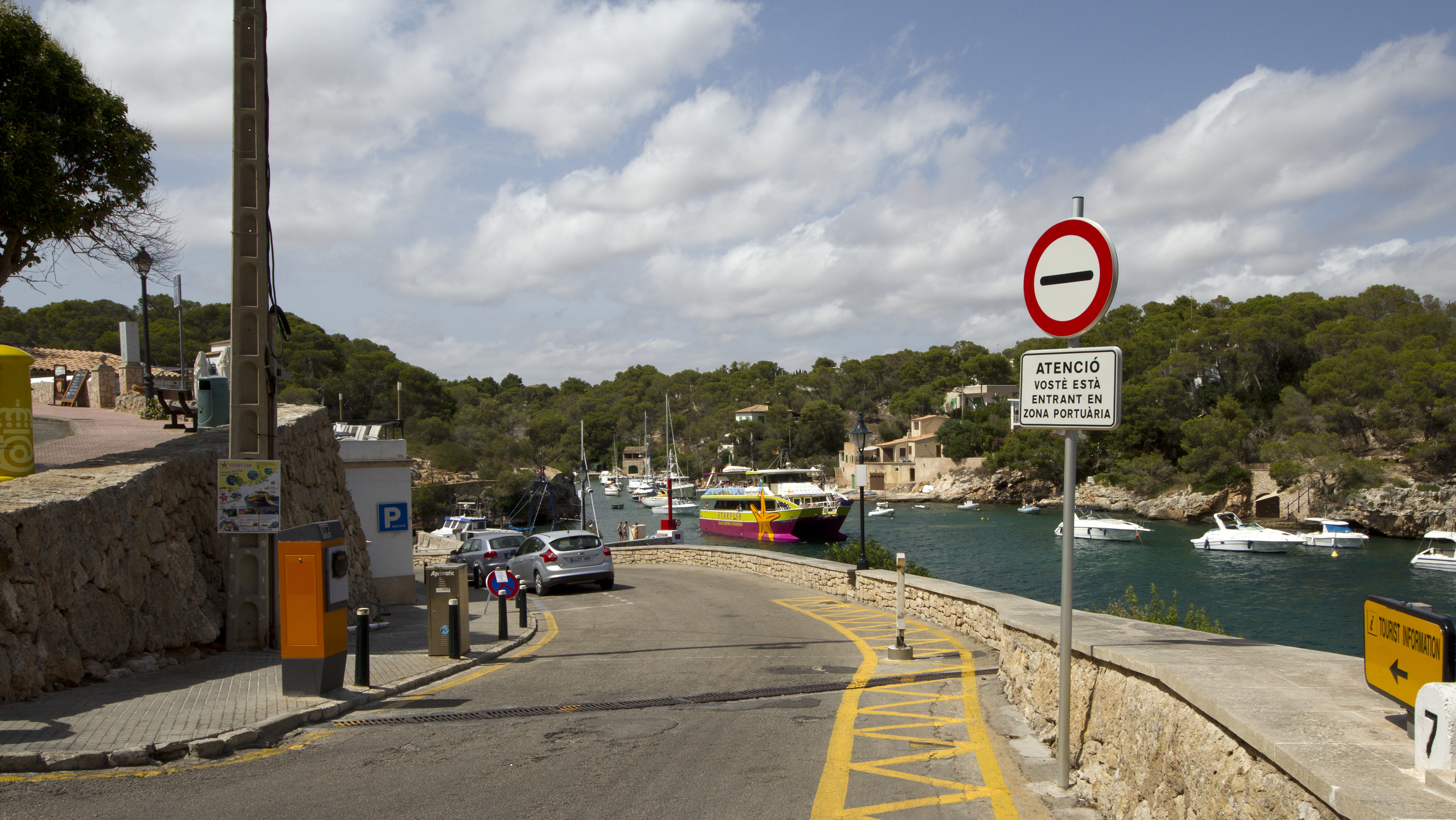
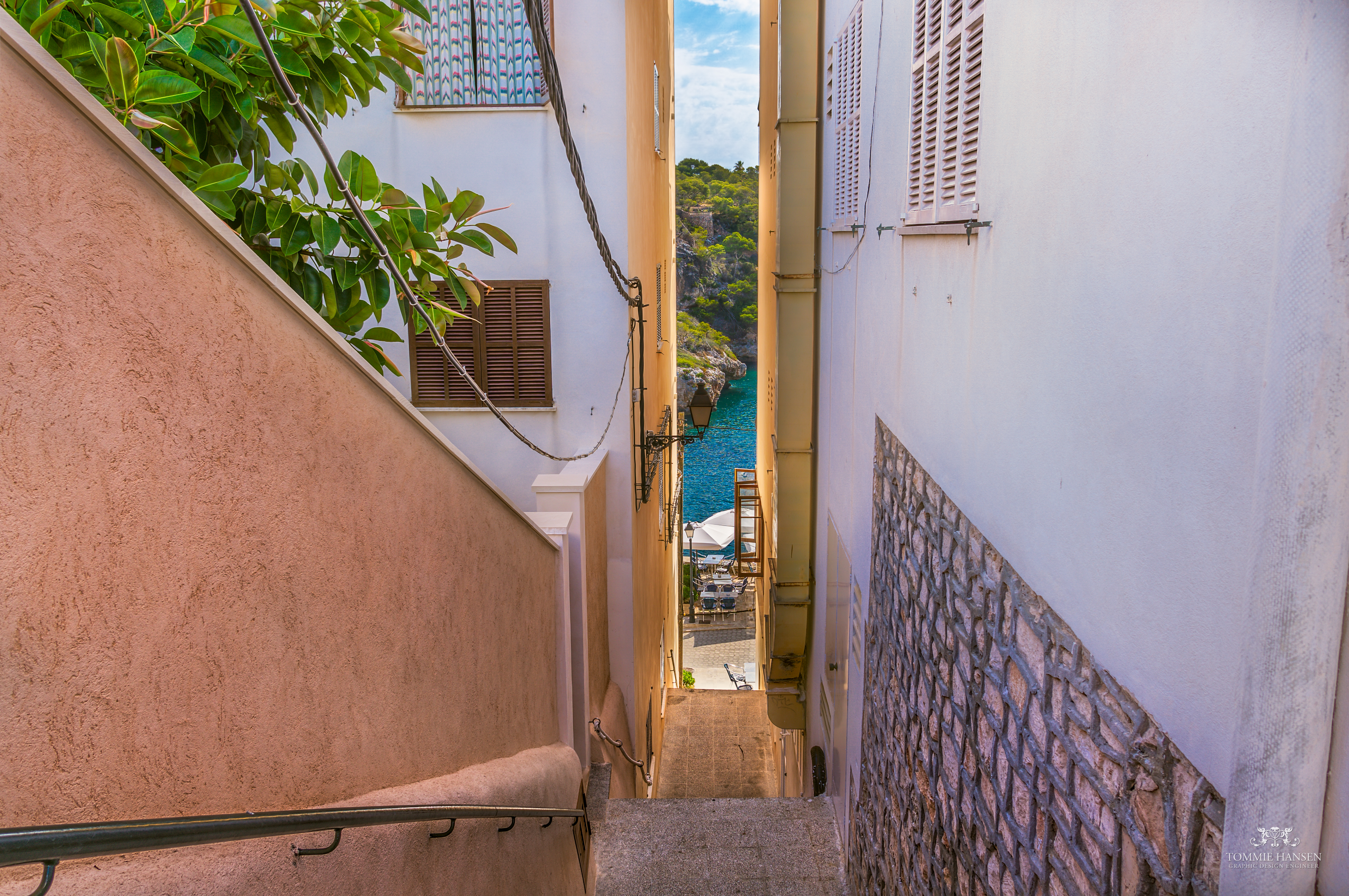